# ジョルジュ・マルシェ

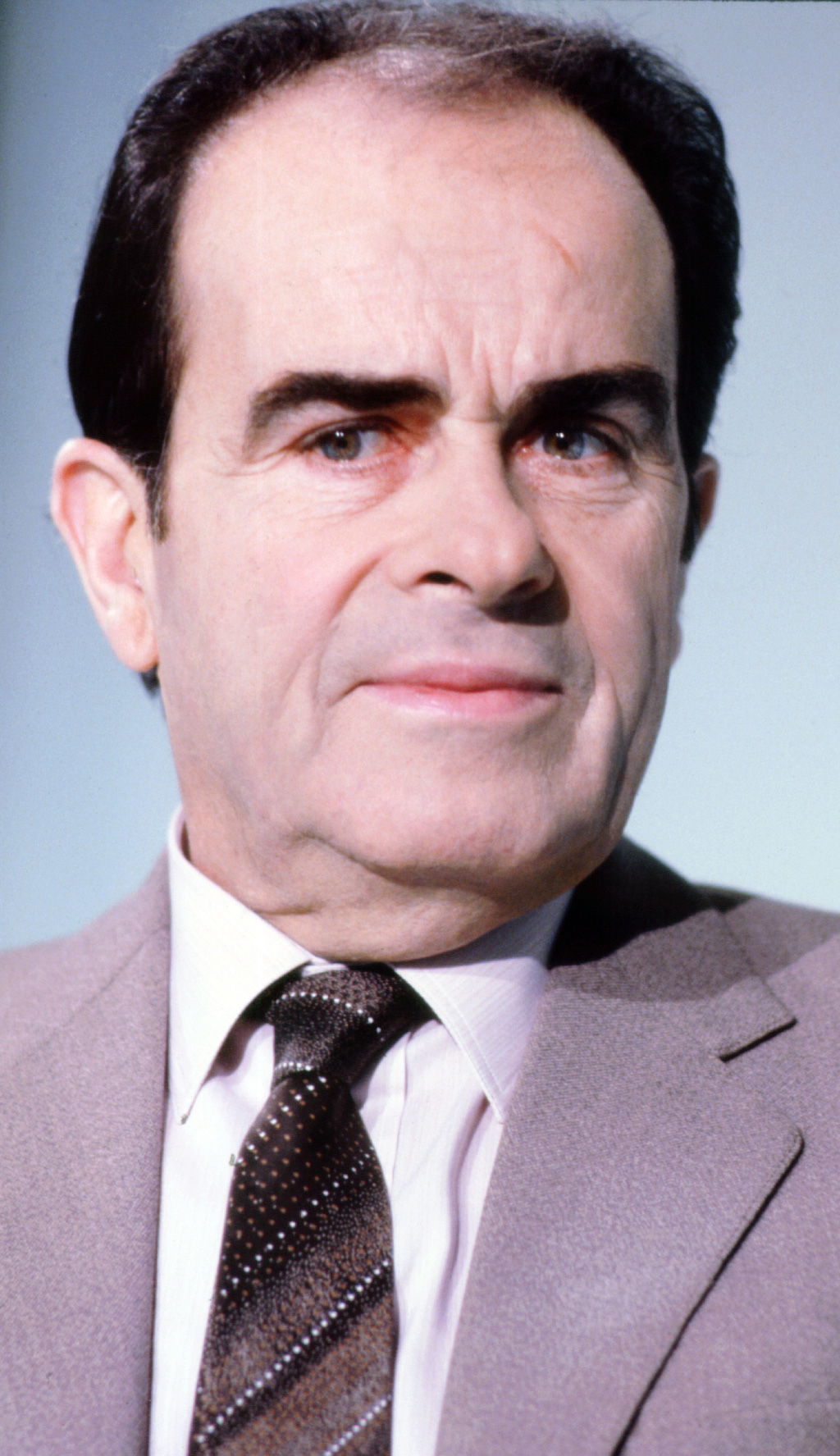
ジョルジュ・マルシェ

ジョルジュ・ルネ・ルイ・マルシェ（Georges René Louis Marchais、1920年6月7日 - 1997年11月16日）は、フランスの政治家。1972年から1994年までの20年以上の長きにわたってフランス共産党の書記長を務めた。1970年代におけるユーロコミュニズムの旗手として活躍した。

## 経歴
北仏ノルマンディー地方カルヴァドス県ラ・オゲット La Hoguette出身。1956年の第14回党大会で中央委員に選出される。1970年には副書記長となり、1972年に書記長就任。
1976年4月に来日、日本共産党委員長の宮本顕治と共同声明を発表した。
1997年11月16日パリで死去。77歳。